# Törlkopf (Umbalkamm)
Der Törlkopf, auch Weiße Ader, ist ein 3010 m ü. A. hoher Berggipfel des Umbalkamms in der Venedigergruppe in Osttirol (Österreich). Er liegt im Nordwesten Osttirols an der Gemeindegrenze zwischen St. Jakob in Defereggen und Prägraten am Großvenediger. Die Erstbesteigung des Törlkopfs erfolgte am 3. August 1904 durch A. Langbein und O. Stroß.

## Lage
Der Törlkopf liegt zwischen dem Törlschartl (3004 m ü. A.) im Süden und dem Schwarzen Törl (2941 m ü. A.) im Norden, wobei das Törlschartl den Törlkopf von der Rotenmannspitze (3077 m ü. A.) und das Schwarze Törl den Törlkopf von der Törlspitze (3052 m ü. A.) trennt. Westlich der Törlspitze fällt der Törlbach in das Schwarzachtal der Schwarzach ab, östlich des Berggipfels liegt der Karbach, der in den Daberbach (Dabertal) mündet.

## Aufstiegsmöglichkeiten
Der Törlkopf wird in der Führerliteratur als geringe Felserhebung beschrieben und wird nur selten von Bergsteigern besucht. Der Normalweg auf den Törlkopf verläuft aus dem Törlschartl, dass vom Schwarzachtal aus erreichbar ist. Hierbei erfolgt der Anstieg von der Oberhausalm über die Seebachalmen durch das Schwarzachtal bis zum Törlbach und danach über einen fast vergessenen Steig entlang zum Törler Kreuz und weiter zum Törlschartl. Vom Törlschartl stellt der Törlkopf nur noch eine geringe Erhebung entlang des Südostgrats dar. Vom Törlkopf aus ist der Übergang zur Törlspitze unschwer möglich. Eine Variante zum Törlkopf ist durch den Anstieg von der Neuen Reichenberger Hütte gegeben.